# Sete de Setembro
Sete de Setembro est une municipalité brésilienne située dans l'État du Rio Grande do Sul.